# Acacia longispinea
Acacia longispinea är en ärtväxtart som beskrevs av Alexander Morrison. Acacia longispinea ingår i släktet akacior, och familjen ärtväxter. Inga underarter finns listade i Catalogue of Life.